# Piotr Bożyk
Piotr Bożyk (ur. 1944 w Chrzanowie) – polski projektant i artysta, profesor zwyczajny, doktor habilitowany, pracował na Wydziale Form Przemysłowych Akademii Sztuk Pięknych im. Jana Matejki w Krakowie, prodziekan tamże (1993–1996, 1996–1999), prorektor ds. Nauki i Wymiany Zagranicznej Akademii Sztuk Pięknych im. Jana Matejki w Krakowie (2012–2016), w 2017 roku odznaczony Złotym medalem „Zasłużony Kulturze Gloria Artis”, w 2017 otrzymał tytuł doktora honoris causa na Moholy-Nagy University of Art and Design w Budapeszcie.
Syn Eugeniusza Bożyka – artysty malarza i scenografa oraz Heleny Papée-Bożyk – malarki i witrażystki, brat Jerzego Bożyka, ojciec Marty Bożyk, Marii Skąpskiej (Bożyk) i Magdaleny Bożyk.

## Wykształcenie
W latach 1962–1963 studiował w Państwowej Szkole Technicznej Architektury w Łodzi, w 1963–1969 na Wydziale Form Przemysłowych ASP w Krakowie (dyplom magisterski z wyróżnieniem uzyskał w Pracowni prof. Andrzeja Pawłowskiego), w 1969–1970 odbył studia podyplomowe w Kansas University w USA (stypendium Fulbright’a). Od 1970 roku pracował na Akademii Sztuk Pięknych im. Jana Matejki w Krakowie, gdzie na Wydziale Form Przemysłowych utworzył i prowadził Pracownię Projektowania Konceptualnego.

## Wystawy indywidualne
- 2023 „Zachwyt”, Nowohuckie Centrum Kultury w Krakowie[6]
- 2022 „Rzeźby kinetyczne”, Biblioteka Wydziału FAIS, Uniwersytet Jagielloński w Krakowie[7]
- 2022 „Rzeźby kinetyczne”, Instytut Polski w Bratysławie[8]
- 2022 „Mobile/Stabile”, Piotr Bożyk i Krzesimir Wiater, Krakowski Salon Ekonomiczny[9]
- 2022 Instytut Teatru Przedmiotu WALNY-TEATR – kinetyczna scenografia do spektaklu „Kobieta z wydm” 2021, 2022[10]
- 2017 Moholy-Nagy University of Art & Design, Budapest, Węgry
- 2017 Wydział Sztuki i Designu, Zachodnio-Czeski Uniwersytet, Pilzno, Czechy
- 2015 Filharmonia Krakowska im. Karola Szymanowskiego w Krakowie (Piano, Hommage a Gould, Władca traw, Droga, Dreszcz)
- 2014 Miejska Galeria Sztuki w Częstochowie 2014 (listopad-styczeń 16 kinetyków)[11]
- 2013 Otto Herman Museum Gallery in Miszkolc, Węgry
- 2013 Galeria PONTON/MOME Budapeszt
- 2013 Galeria Wydziału Rzeźby ASP Kraków
- 2013 „Księga”, Galeria Jednej Książki, ASP w Krakowie[12]
- 2012 Kinetyk „Piano” w stałej kolekcji Galerii GAP UE w Krakowie
- 2012 „Kinetyki” Centrum Sztuki i Techniki Japońskiej Manggha, Kraków[13]
- 2012 Rzeźby kinetyczne „Kineticos”, Ustroń (Sympozjum XXXIV)
- 2003 Wystawa dorobku (rzeźby kinetyczne, produkty), Galeria SCHODY ASP Kraków
- 1979 Rzeźby Kinetyczne, Galeria RYTM, Kraków-Nowa Huta

## Prace w zbiorach
- Muzeum Narodowego w Krakowie, m.in. prezentowane obecnie na ekspozycji stałej „XX + XXI. Galeria Sztuki Polskiej”[14]
- Muzeum Sztuki i Techniki Japońskiej Manggha w Krakowie
- Galerii Jednej Książki ASP w Krakowie
- Galeria GAP Uniwersytetu Ekonomicznego w Krakowie
- Muzeum Sandora Maraiego w Koszycach
- Lawrence Kansas USA, Darmstadt Niemcy, Kraków, Warszawa
- Ernyey Gyula, Budapeszt

## Odznaczenia
- 2023 Złota Odznaka ZPAP
- 2021 Medal Vive L’art Związek Polskich Artystów Plastyków Okręg Krakowski[15]
- 2020 Krzyż Kawalerski Orderu Odrodzenia Polski[16]
- 2017 Złoty medal „Zasłużony Kulturze Gloria Artis”
- 2014 Medal Komisji Edukacji Narodowej
- 2008 Medal „Za długoletnią służbę”
- 1997 Złota Odznaka „Za pracę społeczną dla Miasta Krakowa”

## Nagrody
- 2023 Nagroda Miasta Krakowa w dziedzinie kultura i sztuka[17]
- 2018 Nagroda Ministra Kultury i Dziedzictwa Narodowego
- 2017 Ladislav Sutnar Prize, Pilsen w Republice Czeskiej
- 2017 Doktor Honoris Causa – Moholy-Nagy University of Art and Design, Budapeszt 2017
- 1997,1979, 2007, 2016 Nagrody Rektorskie, ASP Kraków
- 2002 Nagroda ministrów krajów sygnatariuszy CEEPUS dla sieci H-041
- 2001 Nagroda Ministra Edukacji Narodowej za pracę w Radzie Głównej Szkolnictwa Wyższego
- 1984 Srebrny Medal na Krajowych Jesiennych Targach POLAGRA Poznań 1984 za „Opielacz ogrodowy” (współautor: Jan Kolanowski)
- 1980 Wyróżnienie w konkursie ZPAP Projekt Roku za „Opiekacz elektryczny Domgos
- 1968 Wyróżnienie honorowe w międzynarodowym konkursie na film krótkometrażowy ICOGRADA „Equality of Man 1968” (współautorzy J. Depta, J. Wuttke)